# Vestvågøy
Vestvågøy és un municipi situat al comtat de Nordland, Noruega. Té 10.848 habitants i té una superfície de 423.36 km².

Vestvagøy
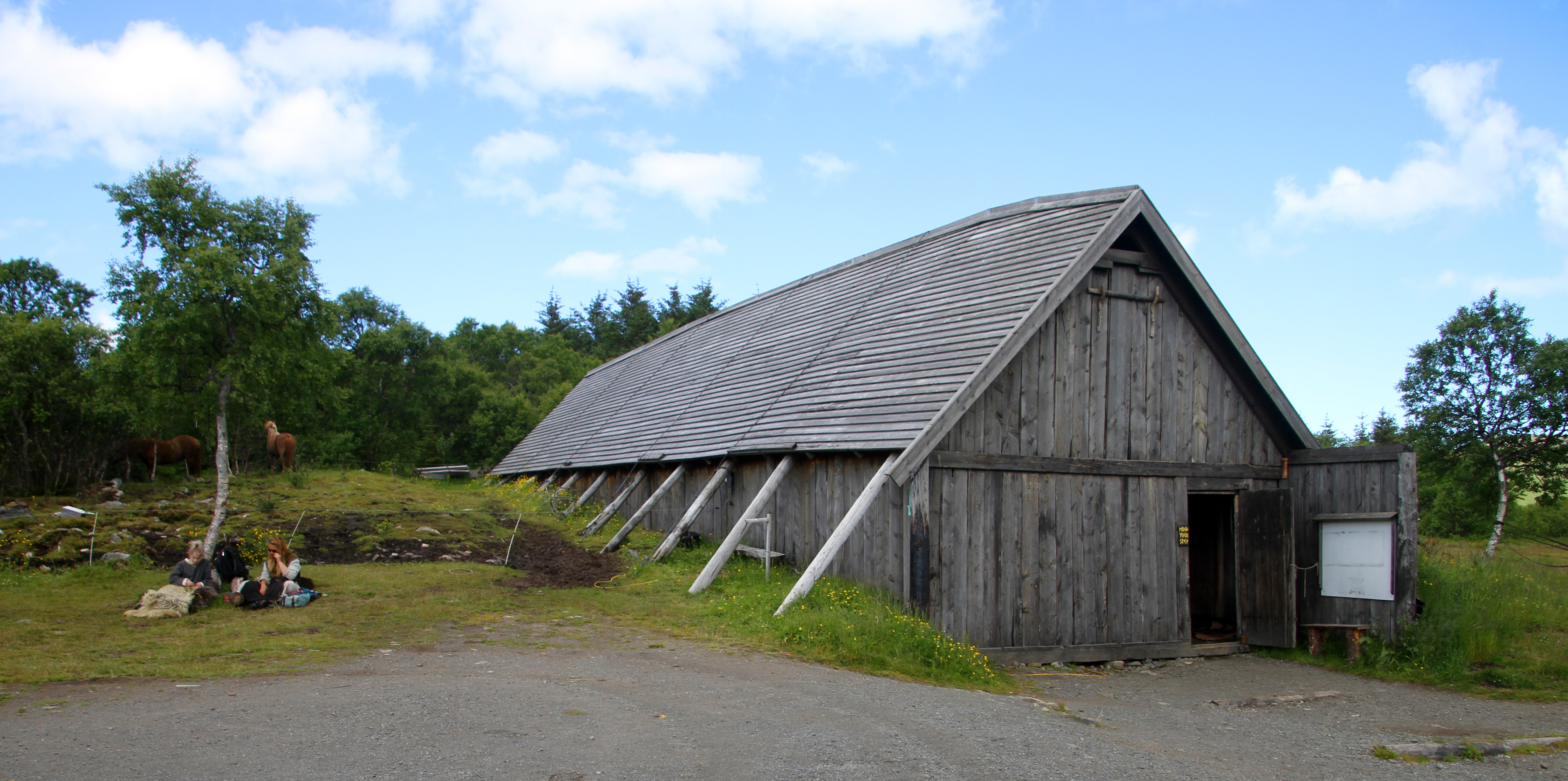
Borg
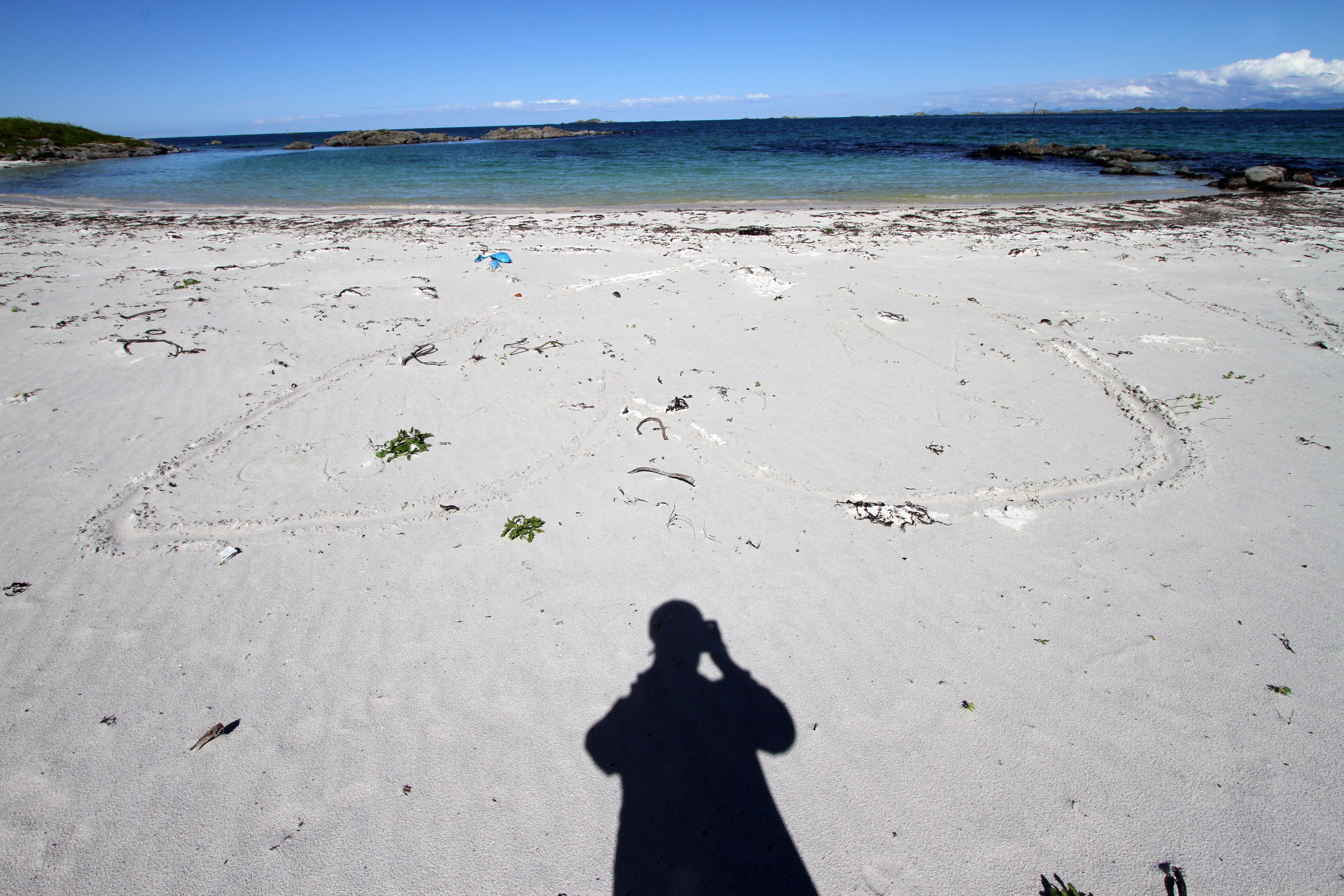
Eggum
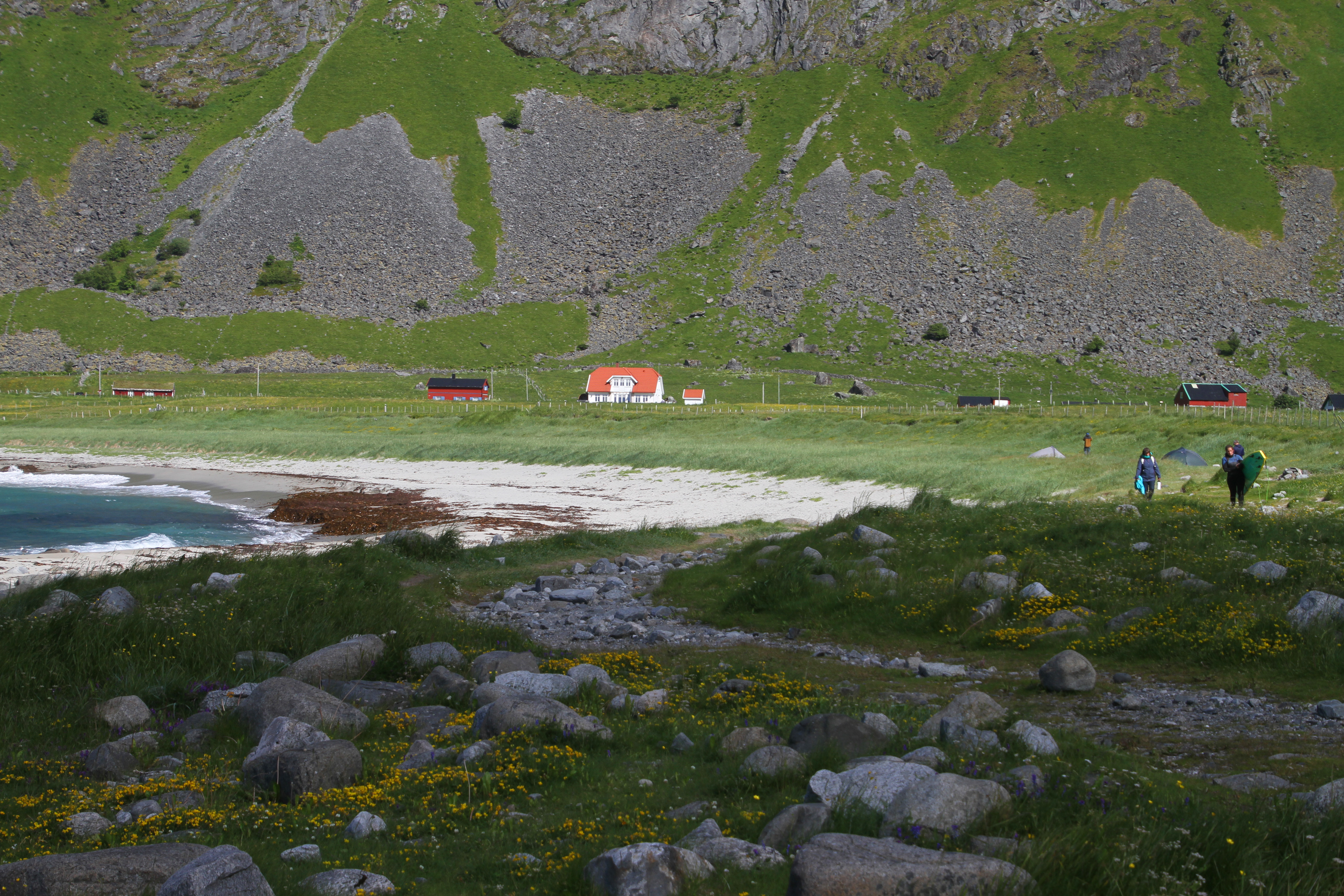
Unstad
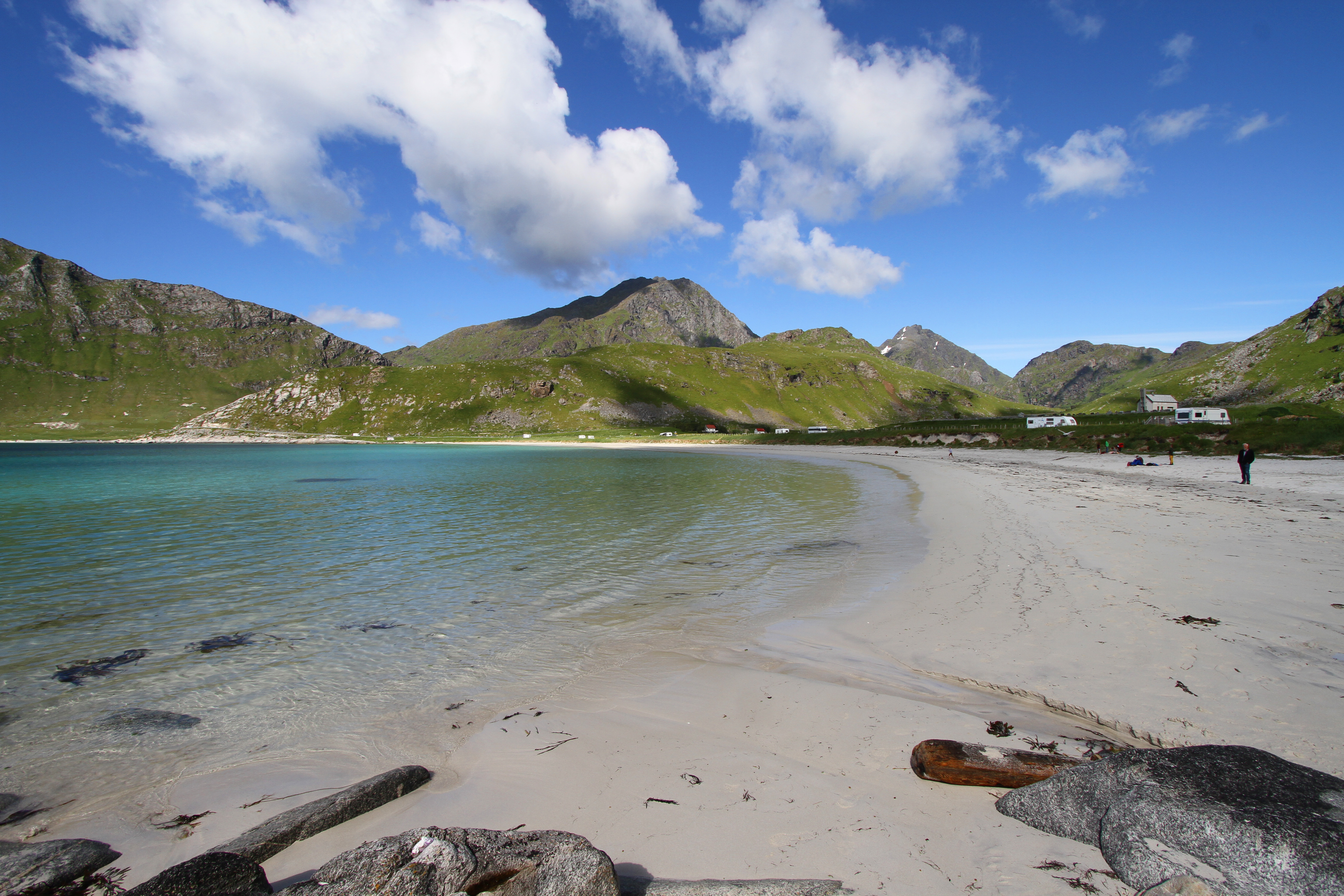
Haukland
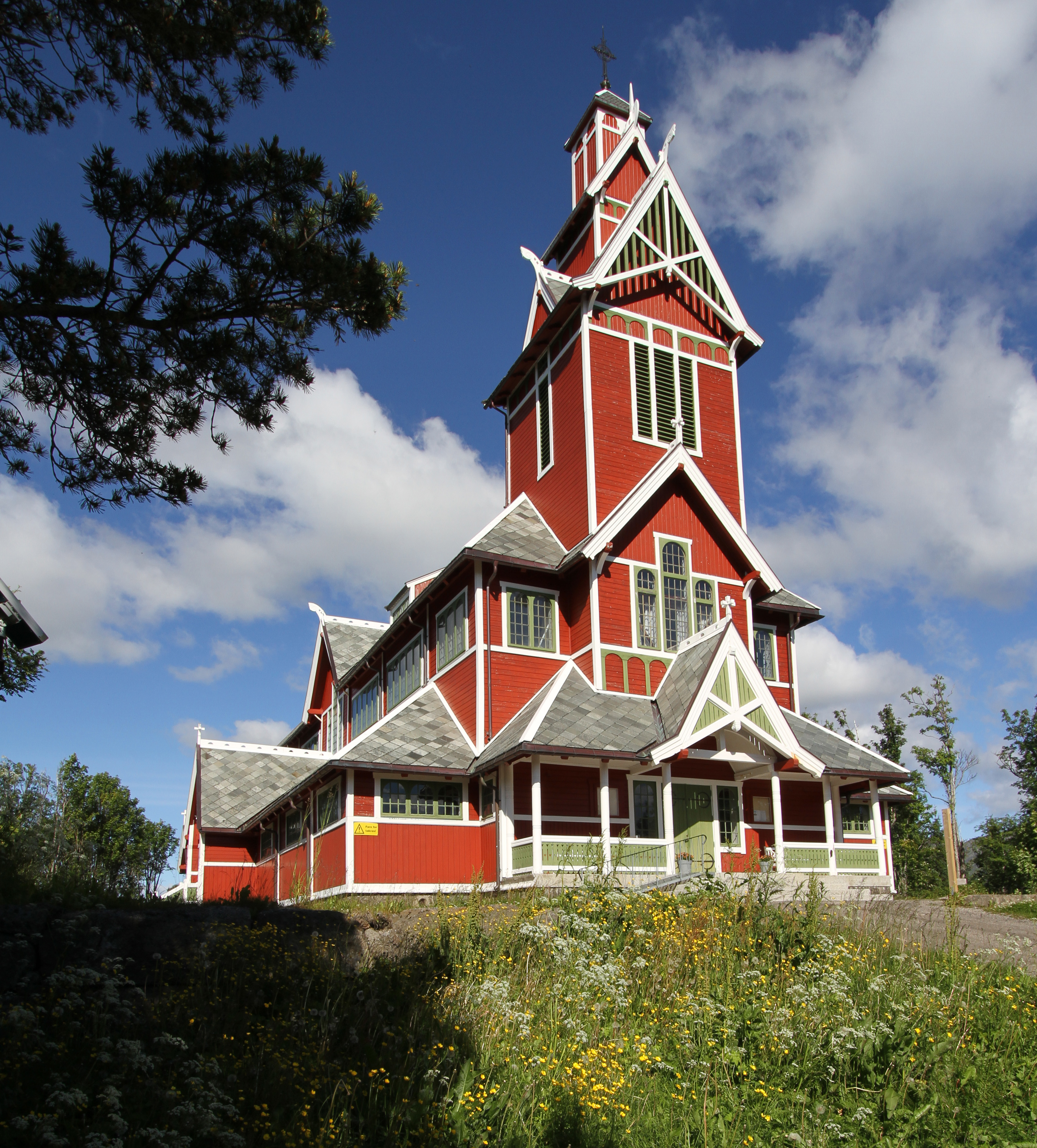
Gravdal
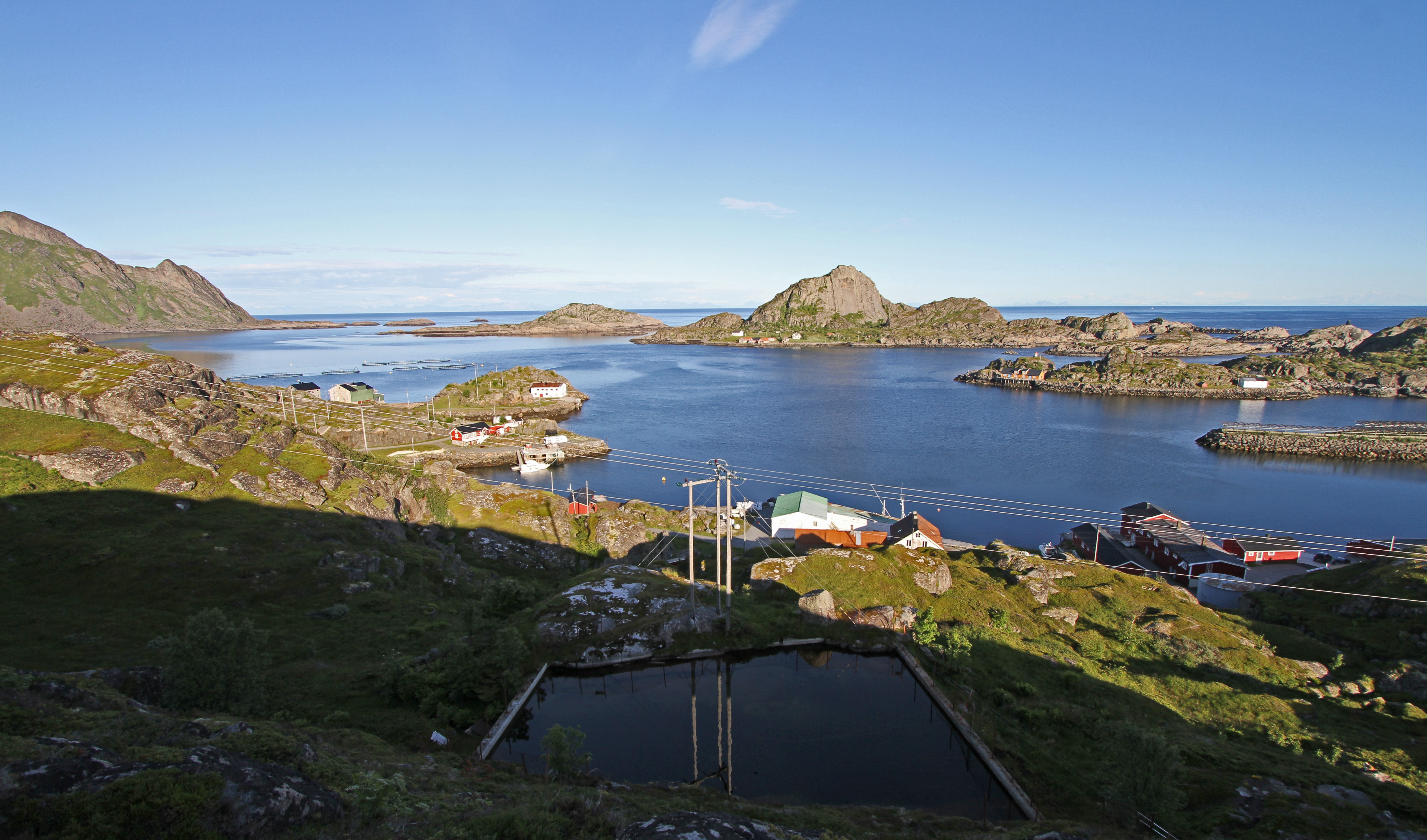
Mortsund
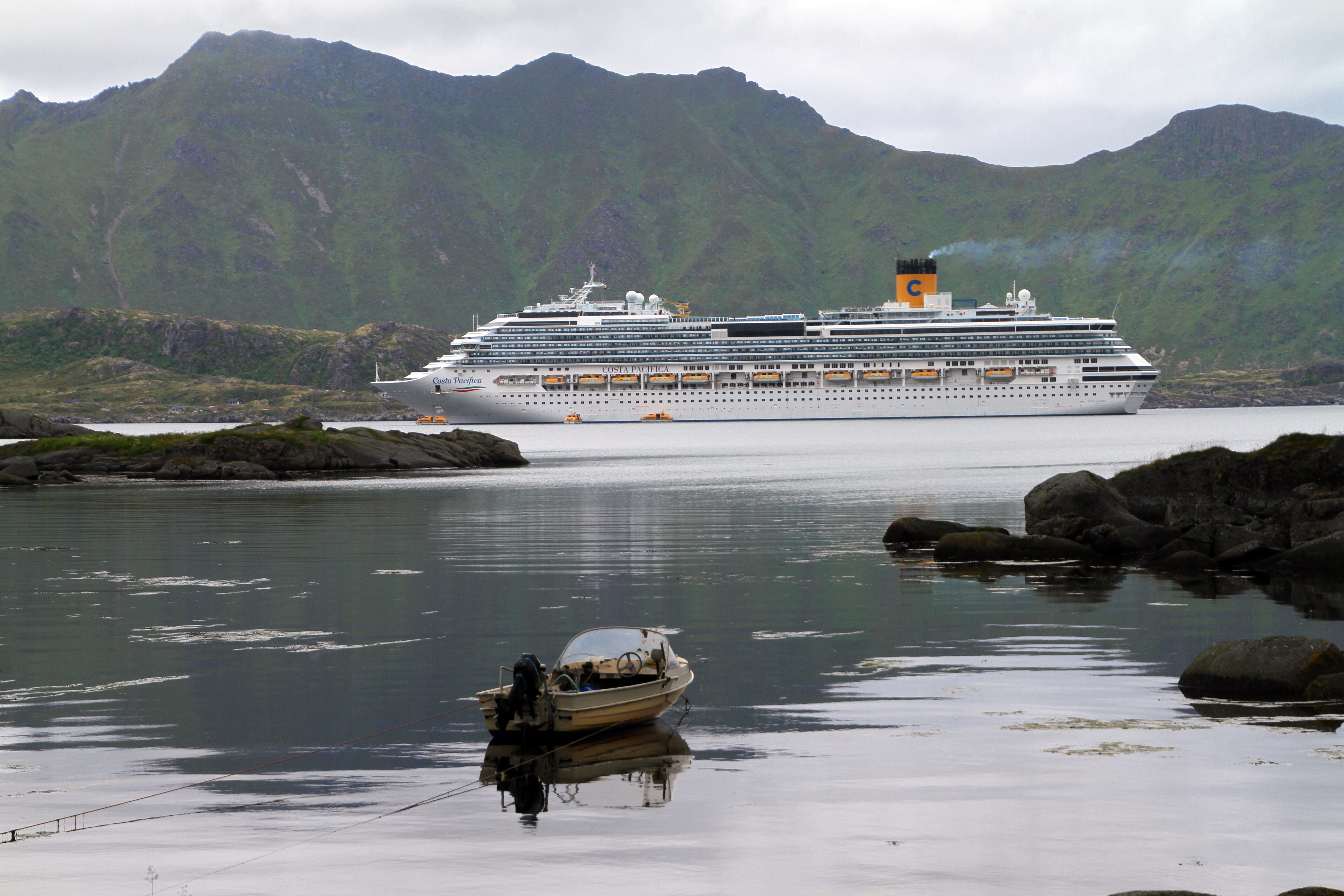
Leknes
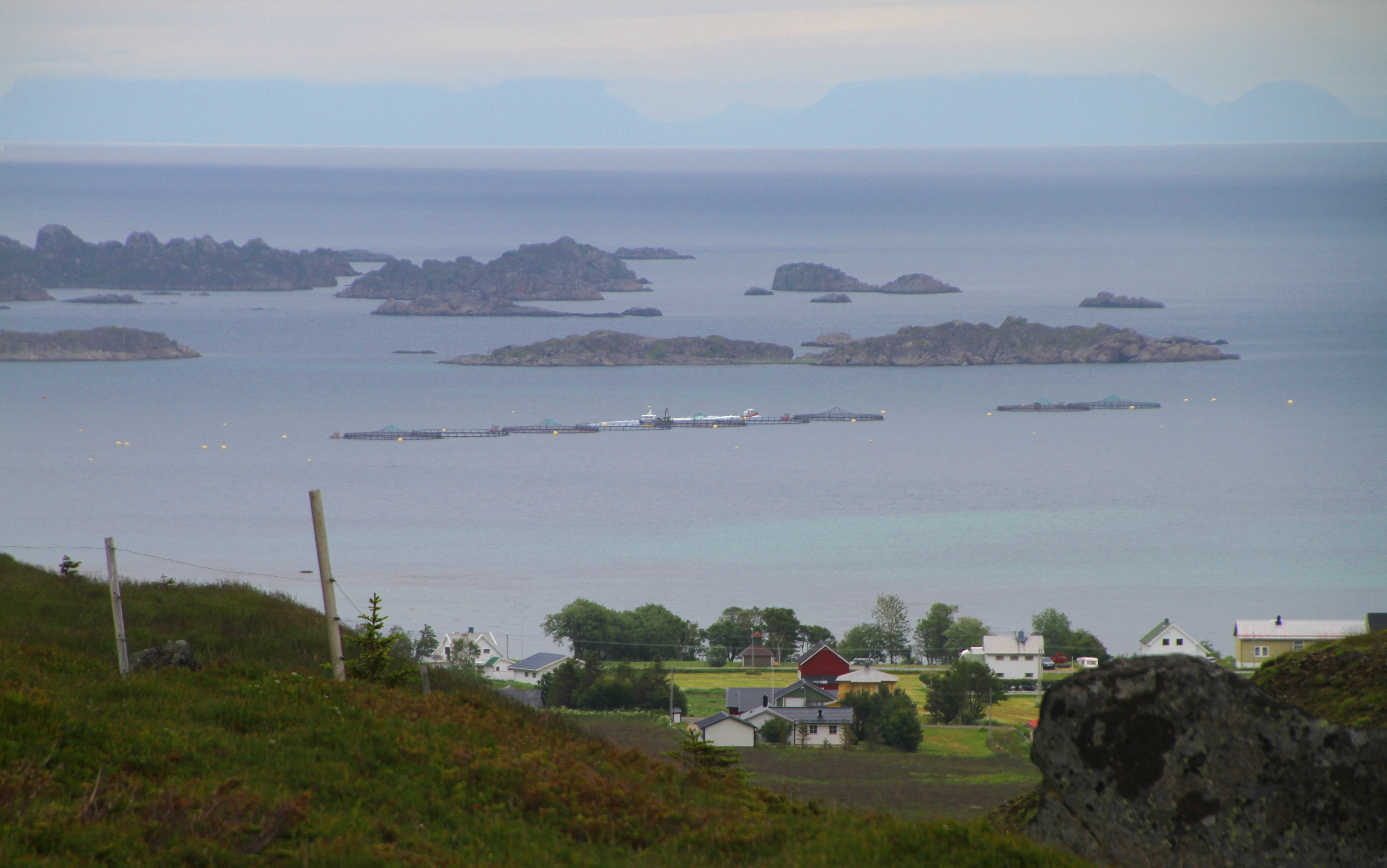
Sennesvik
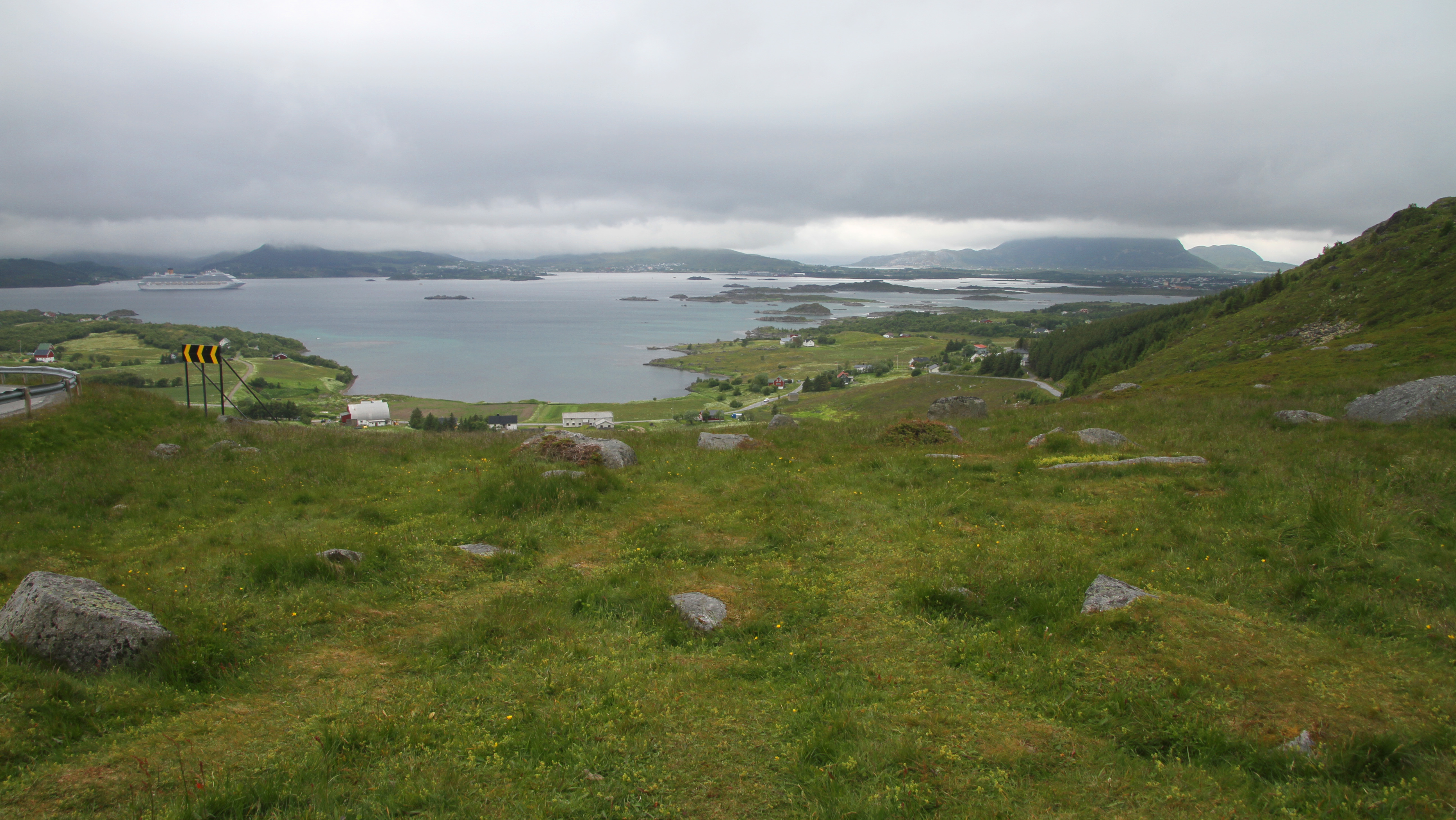
Ramsvik
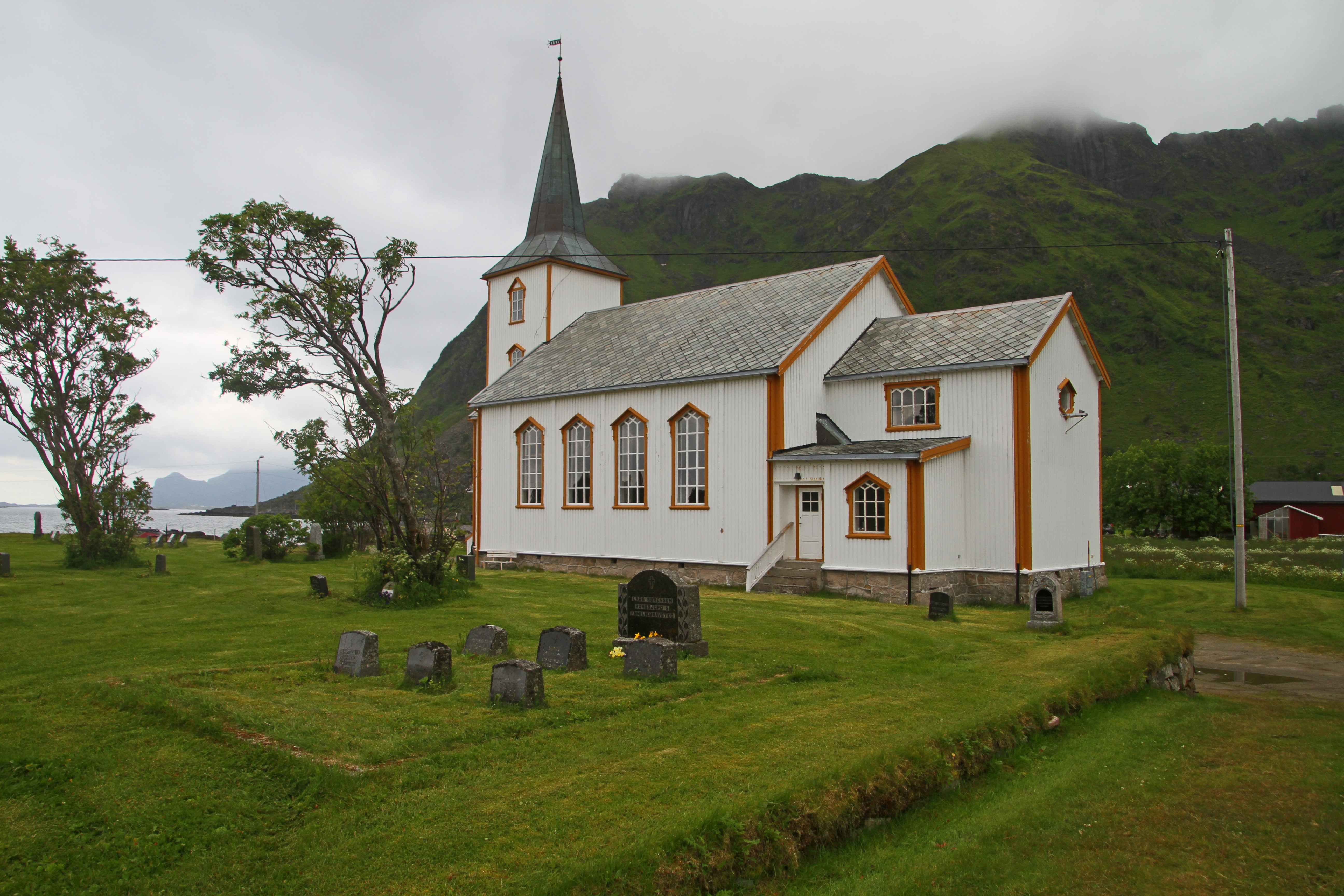
Valberg